# Хродоберт
Хродоберт або Хоадеберт (д/н — бл. 632/639) — герцог Алеманії.

## Життєпис
Можливо, був франком, про що свідчить його ім'я. Про молоді роки нічого невідомо. Отримав посаду герцога Алеманії близько 610 року. Вочевидь, це відбулося після захоплення усієї Алеманії австразійським королем Теодебертом II. Останній знову поділив Алеманію по Рейну: Хродоберт отримав частину, згодом відому як Швабія. Друга залишилася під владою герцога Гунзона.
Передусім відомий участь у війнах проти слов'янських племен та держави Само. 631 року очолював одну з армій під час великого походу короля Дагоберта I проти Само. У невідомому місці алемани Хродоберта завдали супротивникові поразку, але король зазнав нищівної поразки в битві під Вогатізбургом. 
Помер Хродоберт між 632 та 639 роками. Вважається,що з правління Сігіберта III (посів трон 634 року) значно збільшив свою самостійність. Після нього Швабською Алеманію правив герцог Леутарій II.